# Sloanea brachytepala
Sloanea brachytepala är en tvåhjärtbladig växtart som beskrevs av Adolpho Ducke. Sloanea brachytepala ingår i släktet Sloanea och familjen Elaeocarpaceae. Inga underarter finns listade i Catalogue of Life.